# Tracy Middendorf
Tracy Lynn Middendorf (Miami, Florida; 26 de enero de 1970) es una actriz estadounidense.

## Biografía

### Primeros años
Middendorf nació en Miami Beach, Florida. Asistió a la Secundaria Pickens de Jasper, Georgia. En 1987, durante su último año, abandonó Jasper para tomar clases de actuación en Miami, y más tarde asistió al SUNY Purchase de Nueva York. Está casada con Franz Wisner, autor del libro Honeymoon with My Brother, y tienen dos hijos.

### Carrera
Middendorf comenzó a trabajar en televisión como Carrie Brady en la telenovela Days of Our Lives, entre los años 1990 y 1993. Desde entonces, construyó una carrera como actriz de reparto en películas y episodios de televisión, destacándose como la actriz desempleada Tina en el primer episodio de Angel, la infiel novia Risa Helms en Ally McBeal, la viuda Adele en Six Feet Under, la acosadora Laura Kingman en seis episodios de Beverly Hills, 90210, la esposa abusada Carla Matheson en 24 y como una madre preocupada en House.
Ganó un Premio Ovation por su interpretación de Alma en Summer and Smoke de Tennessee Williams en el teatro Fountain en el año 1999. También trabajó junto a Craig T. Nelson en Ah, Wilderness! de Eugene O'Neill, en una producción del Lincoln Center en 1998.
En abril de 2015, ganó el premio Película Estadounidense como mejor actriz por su actuación en Snowflake un cortometraje aclamado por la crítica por la que también ganó el Premio Diamante en los Premios de Cine Independiente, el Premio a la Mejor Actriz de Reparto en los Film Awards IndieFEST 2016 y fue nominado a los Premios Festival de Cine Independiente de los Ángeles.
En 2015, Middendorf se unió al elenco de la serie de televisión de MTV Scream, basada en la película de 1996 del mismo nombre dirigida por Wes Craven, como Margaret "Maggie" Duval, una médica forense con un pasado oscuro que la ha atrapado a ella y su joven hija adolescente, poniendo en riesgo sus vidas.

## Filmografía
| Año       | Título                                       | Rol                             | Notas |
| --------- | -------------------------------------------- | ------------------------------- | --- |
| 1992      | One Stormy Night                             | Caroline Anna 'Carrie' Brady    | Película para televisión |
| 1993      | Days of Our Lives                            | Caroline Anna 'Carrie' Brady    | Serie de televisión |
| 1993      | Beverly Hills, 90210                         | Laura Kingman                   | 1993-1994 (6 episodios) |
| 1994      | Wes Craven's New Nightmare                   | Julie                           | |
| 1995      | Ed McBain's 87th Precinct: Lightning         | Dorothy                         | Película para televisión |
| 1995      | Milestone                                    | Sarah                           | |
| 1995      | McKenna                                      | Skates                          | Episodio: "Racing in the Streets" |
| 1995      | The Client                                   | Denise                          | Episodio: "Happily Ever After" |
| 1996      | Murder, She Wrote                            | Erin Garman                     | Episodio: "The Dark Side of the Door" |
| 1996      | Star Trek: Deep Space Nine                   | Ziyal                           | Episodio: "For the Cause" |
| 1997      | Dying to Belong                              | Kim Lessing                     | Película para televisión |
| 1997      | Touched by an Angel                          | Amethyst                        | Episodio: "Last Call" |
| 1997      | Perversions of Science                       | Cheerleader                     | Episodio: "Panic" |
| 1997      | The Practice                                 | Jennifer Cole                   | Episodio: "Betrayal" |
| 1998      | L.A. Doctors                                 | Alice Springs                   | Episodio: "Under the Radar" |
| 1999      | Chicago Hope                                 | Jesse Porter                    | Episodio: "Teacher's Pet" |
| 1999      | Millennium                                   | Cass Doyle                      | Episodio: "Darwin's Eye" |
| 1999      | For Love of the Game                         | Blonde Player's Wife            | |
| 1999      | Angel                                        | Tina                            | Episodio: "City of" |
| 1999      | Ally McBeal                                  | Risa Helms                      | Episodio: "Car Wash" & "Heat Wave" |
| 2000      | The Practice                                 | Jennifer Cole                   | Episodio: "Officers of the Court" |
| 2000      | The X-Files                                  | Gracie O'Connor                 | Episodio: "Signs and Wonders" |
| 2001      | Family Law                                   | Amanda Grant                    | Episodio: "Americans" |
| 2001      | Gideon's Crossing                            | Becky Lasker                    | Episodio: "The Way" |
| 2001      | Six Feet Under                               | Adele Swanson                   | Episodio: "The Will" |
| 2002      | The Practice                                 | Jennifer Cole                   | Episodio: "The Return of Joey Heric" |
| 2002      | The Time Tunnel                              | Sheila Phillips                 | Película para televisión |
| 2002      | JAG                                          | Mariel Reese                    | Episodio: "Code of Conduct" |
| 2002      | Any Day Now                                  | Tanya Meyer                     | Episodio: "Call Him Macaroni" |
| 2002      | Night Visions                                | Lucinda                         | Episodio: "Harmony" |
| 2002      | The Division                                 | Kimberly                        | Episodio: "Before the Deluge" & "Sweet Sorrow" |
| 2002      | 24                                           | Carla Matheson                  | 4 episodios |
| 2003      | Alias                                        | Elsa Caplan                     | Episodio: "A Free Agent" Episode: "Endgame" |
| 2003      | The Guardian                                 | Laura Donnellon                 | Episodio: "Hazel Park" |
| 2003      | CSI: Crime Scene Investigation               | Bridget Willis                  | Episodio: "Lucky Strike" |
| 2004      | Cold Case                                    | Rebecca Morgan / Linda Frandsen | Episodio: "Maternal Instincts" |
| 2004      | The Assassination of Richard Nixon           | Mujer de negocios               | |
| 2004      | Medical Investigation                        | Anne Harring                    | Episodio: "Escape" |
| 2004      | The Perfect Husband: The Laci Peterson Story | Amber Frey                      | Película para televisión |
| 2005      | House                                        | Sarah Reilich                   | Episode: "Cursed" |
| 2006      | Misión imposible 3                           | Ashley                          | |
| 2006      | El Cortez                                    | Theda                           | |
| 2006      | Without a Trace                              | Audrey West                     | Episodio: "The Thing with Feathers" |
| 2007      | Shark                                        | Wendy Phillips                  | Episodio: "Wayne's World 2: Revenge of the Shark" |
| 2007      | Lost                                         | Bonnie                          | 3 episodios Episodio: "Greatest Hits" & "Through the Looking Glass" |
| 2007      | Law & Order: Special Victims Unit            | Sarah Flint                     | Episodio: "Snitch" |
| 2008      | Just Add Water                               | Nora                            | |
| 2009      | CSI: Crime Scene Investigation               | Belinda Mayfield                | Episodio: "Working Stiffs" |
| 2009      | Bones                                        | Gaynor Rabin                    | Episodio: "The Tough Man in the Tender Chicken" |
| 2010      | Boardwalk Empire                             | Babbette                        | Episodio: "Pilot", "Anastasia", "Belle Femme" & "A Return to Normalcy" |
| 2010      | The Mentalist                                | Jane Doe                        | Episodio: "Aingavite Baa" |
| 2010      | Boy Wonder                                   | Mary Donovan                    | |
| 2011      | Boardwalk Empire                             | Babbette                        | Episodio: "21", "A Dangerous Maid" & "Georgia Peaches" |
| 2011      | Criminal Minds                               | Lyla Bradstone                  | Episodio: "Proof" |
| 2012      | Boardwalk Empire                             | Babbette                        | Episodio: "Bone for Tuna" & "You'd Be Surprised" |
| 2013      | Reaching for the Moon                        | Mary                            | |
| 2014      | Snowflake                                    | Aurore                          | Cortometraje Best Actress Award - American Movie Awards Best Supporting Actress Nomination - Los Angeles Independent Film Festival Awards Best Actress in a Supporting Role - Diamond Award - International Independent Film Awards Best Supporting Actress Award - IndieFEST Film Awards 2016 |
| 2014      | The Last Ship                                | Darien Chandler                 | Recurrente |
| 2015–2016 | Scream                                       | Margaret "Maggie" Duvall        | Elenco principal; 22 episodios |